# Rivière Wind
Pour les articles homonymes, voir Wind et Wind River.
La rivière Wind (Wind River qui l'on peut traduire littéralement par rivière du vent) est le nom donné au cours supérieur de la rivière Bighorn. Elle se situe dans l'État du Wyoming aux États-Unis. Parfois on les nomme toutes deux comme étant la rivière Wind/Bighorn.
La rivière prend sa source au nord de la chaîne montagneuse de Wind River Range à l'ouest de l'État du Wyoming. Elle coule ensuite vers le sud-est avant d'atteindre la réserve indienne de Wind River où elle rejoint la rivière Little Wind au niveau de la localité de Riverton. Elle se dirige ensuite vers le nord à travers un passage dans les monts Owl Creek. C'est au nord du Canyon Wind River que la rivière devient la rivière Bighorn. Dans les Owl Creek Mountains, l'homme a construit un barrage sur le cours de la rivière. Le plan d'eau artificiel issu du barrage se nomme réservoir Boysen. 